# سد السودة
سد السودة أو سد المقضى هو سد خرساني في المملكة العربية السعودية افتتح في عام 1404 هـ ويقع في محافظة أبها التابعة لمنطقة عسير الغرض الرئيسي من السد هو استعاضة الآبار الجوفية في المنطقة.

## الخصائص
أنشئ سد السودة سنة 1404 هــ من أجل استعاضة مياه الآبار الجوفية وتوفير مياه الشرب لسكان المنطقة والاستفادة من موارد المياه في المستجمع المائي، حاجزه من النوع الخرساني، يبلغ طول السد 28 مترًا وارتفاعه يبلغ 15 مترًا وبسعة تخزينية تفوق 60 000 متر مكعب.

## الموقع
يقع سد السودة بالقرب من قرية المقضي امتداد طريق السودة السياحي (الطريق الرئيسي رقم 24) غربي ابها. والتي تقع شمال شرق مدينة أبها بمسافة 15 كم. وإلى الغرب من السد تتموضع جبال السودة ذات الارتفاع الذي يفوق 3 000 مترعن مستوى البحر.
يغذي خزان السد وادي المقضي الذي يشكل أحد روافد وادي أبها.

## مشاريع
قام شبان سعوديون بتأسيس مطعم وسط جبال السودة، باستثمار قطعة زراعية يملكونها في مركز السودة بجوار سد المقضى.

## وصلات خارجية
- خريطة أبها بسلم 1:500000
- امتلاء سد وادي المقضى /السودة / عسير/الاربعاء 18/ 5 /1438هـ على يوتيوب
- امتلاء سد وادي المقضى صيف 1431 هـ على يوتيوب